# Menehune

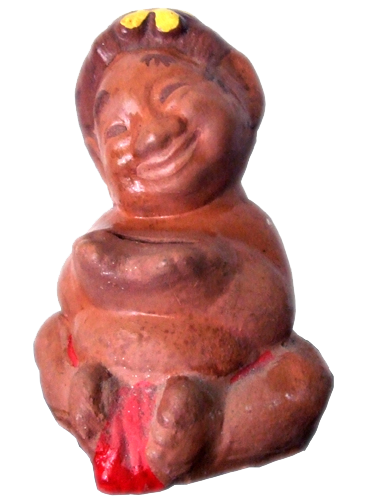
Spardose in Form eines Menehune

Die Menehune (hawaiisch, auch melehune) sind das „kleine Volk“ von Hawaiʻi. Diese Figuren der hawaiischen Mythologie sollen kleine Lebewesen in menschlicher Gestalt sein, die magische Kräfte besitzen.
Sie sollen auf allen Inseln von Hawaiʻi verbreitet sein, dabei besonders auf Kauaʻi. Sehen kann man sie aber so gut wie nie, weil sie sich meist tief im Wald und an abgelegenen Orten verstecken. Sie sind hervorragende Baumeister, die über Nacht wahre Meisterwerke vollbringen können.
Es taucht immer wieder die Vermutung auf, dass die Menehune nicht einfach der Fantasie entsprungen sind, sondern dass die Legende einen tatsächlichen historischen Hintergrund hat. Die Menehune sollen die ersten Siedler auf Hawaiʻi gewesen sein, die sich zwischen 1 und 350 n. Chr. auf Hawaiʻi niedergelassen hatten. Als die Insel um 1100 von Menschen aus Tahiti in Besitz genommen wurde, wurden die Menehune durch die körperlich größeren Eindringlinge unterdrückt. Aus Angst vor den neuen Herren zogen sie sich an weit abgelegene, schwer zugängliche Orte zurück.
Historiker sehen eine Verbindung zwischen Menehune und dem tahitianischen Wort „manahune“, das ein Volk mit geringem sozialen Rang bezeichnet.